# Momofuku (album)
Momofuku è un album discografico di Elvis Costello & The Imposters, pubblicato nel 2008. 

## Tracce
1. No Hiding Place – 3:59
2. American Gangster Time – 3:45
3. Turpentine – 5:40
4. Harry Worth – 4:28
5. Drum and Bone – 2:34
6. Flutter and Wow – 4:18
7. Stella Hurt – 4:46
8. Mr. Feathers – 2:45
9. My Three Sons – 3:05
10. Song with Rose – 3:02
11. Pardon Me Madam, My Name Is Eve – 3:53
12. Go Away – 4:55